# Smerfy: Legenda Smerfnej Doliny
Smerfy: Legenda Smerfnej Doliny (ang. The Smurfs: The Legend of Smurfy Hollow) – amerykański krótkometrażowy film animowany fantasy z 2013 roku w reżyserii Stephana Francka, oparty na filmie Smerfy z 2011 roku oraz powstały na podstawie komiksów stworzonych przez belgijskiego rysownika Peyo. Wyprodukowany przez Sony Pictures Animation, Sony Pictures Imageworks i Duck Studios. Film bazowany na podstawie krótkiego opowiadania Washingtona Irvinga pod tytułem Legenda o Sennej Kotlinie, wydanego w 1820 roku.
Światowa premiera filmu miała miejsce 11 czerwca 2013 roku podczas Międzynarodowego Festiwalu Filmów Animowanych w Annecy we Francji, a trzy miesiące później został wydany w Stanach Zjednoczonych 10 września 2013 roku na DVD. W Polsce premiera filmu została wydana 11 września 2013 roku na DVD przez firmę Imperial CinePix, dzień po amerykańskim wydaniu filmu na DVD.

## Fabuła
Smerf Ważniak zostaje faworytem w tegorocznych zawodach w zbieraniu smerfojagód. Dla niego jest to dziewiąte zwycięstwo z rzędu. Smerf Śmiałek postanawia odkryć, jak Ważniakowi udaje się tak wygrywać rok po roku. Śledztwo prowadzi Śmiałka do Smerfnej Doliny, gdzie wpada wprost w pułapkę podstępnego czarnoksiężnika Gargamela. Z pomocą Smerfetki Ważniak i Śmiałek muszą się uwolnić, zanim wpadną w ręce Gargamela lub spotkają legendarnego Bezgłowego Jeźdźca.

## Obsada
- Fred Armisen – Ważniak
- Melissa Sturm – Smerfetka
- Jack Angel – Papa Smerf
- Alan Cumming – Śmiałek
- Anton Yelchin – Ciamajda
- Hank Azaria – Gargamel
- Tom Kane – Narrator
- John Oliver – Vanity
- Gary Basaraba – Osiłek
- Adam Wylie – Panikarz
- Frank Welker – Klakier

## Wersja polska
Wersja polska: SDI Media Polska

Reżyseria: Tomasz Robaczewski

Dialogi polskie: Barbara Robaczewska

Dźwięk i montaż: Adam Łonicki

Kierownictwo produkcji: Beata Jankowska i Julia Rzeczkowska

Udział wzięli:
- Paweł Wiśniewski – Śmiałek
- Bartosz Martyna – Ważniak
- Ewa Prus – Smerfetka
- Marek Robaczewski – Gargamel
- Radosław Popłonikowski – Narrator
- Stefan Knothe – Papa Smerf
- Maciej Kowalik –
  - Osiłek,
  - Gapa
- Grzegorz Kwiecień – Panikarz
- Jakub Mróz – Ciamajda
- Tomasz Robaczewski – Laluś
- Robert Kuraś – Łasuch
- Kamil Kula – Leser
- Krzysztof Plewako-Szczerbiński –
  - Podejrzliwiec,
  - Klakier

i inni
Lektor: Radosław Popłonikowski